# Kelly Joyce

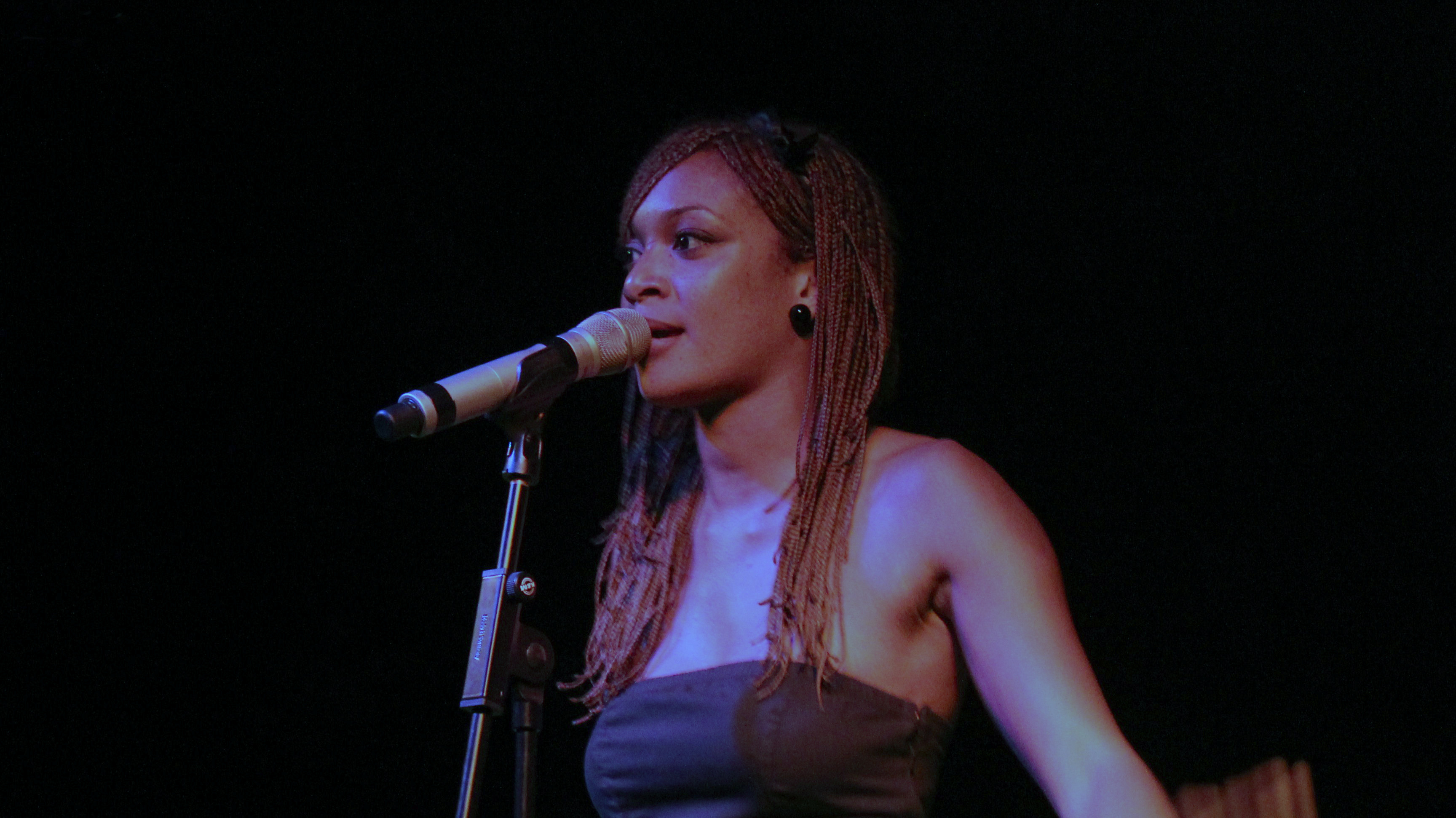

Kelly Joyce Naim (París, 1982) cantante francesa. 
Su padre, King-Joe Bale, es cantautor e hijo de un diplomático de Zaire, sobrino de Mobutu Sese Seko y descendiente también de antiguos reyes bantúes. Su madre, Emmanuelle Vidal Simoes da Fonseca, está emparentada con el primer presidente del Brasil independiente, Manuel Deodoro da Fonseca. 
Reside actualmente en Italia. 

## Álbumes
- 2001 - Kelly Joyce
- 2004 - Chocolat
- 2009 - Hallô

- Datos: Q3194897